# 원더풀 고스트
《원더풀 고스트》는 2018년에 개봉한 대한민국의 영화이다.

## 줄거리
남일에는 일체 관심없고 오직 딸 도경의 일만 중요한 유도 관장 장수. 어느 날부터 웬 경찰관이 학원 차량 주위를 얼쩡거리고 있었다. 그러다, 잠시 세워둔 학원차가 견인 됐고 오토바이를 타고 지나가는 경찰관을 발견한 장수는 단박에 그가 자기차를 견인해간 것이라 여기며 따지기 위해 쫓아간다. 그런데 이게 웬걸, 경찰관을 따라 어두운 주차장으로 와보니 직전까지만 해도 멀쩡하던 그가 고통을 호소하며 쓰러져 있었고 자신 역시 괴한의 습격을 받아 환자 신세가 된다.
그리고 병원에 온 장수는 믿을 수 없는 일을 경험한다. 경찰관이 분신술이라도 쓴 듯, 한 명은 의식 없이 누워있고 다른 한명은 사지육신 멀쩡하게 걸어 다니는 것이었다. 그는 장수를 붙잡고 이런저런 이야기를 시작한다. 경찰관 이름은 태진. 남일에 무관심한 장수와는 달리 남 일도 자기 일처럼 여기는 열혈 경찰관이었고 범죄조직을 쫓아다니다 조직과 한패였던 선배형사 종석에게 습격을 당해 환자 신세가 되었다. 그런데 어찌 된 영문인지 영혼만 빠져나온 상태이며 자신의 영혼이 보이는 건 장수가 전부라는 것.
태진은 괴한들이 자기들을 보복할지도 모르니 힘을 합쳐 그들을 체포하자고 했지만 당연히 남 일에 끼어드는 게 질색인 장수는 이 말을 흘려듣는다. 그런데 정말로 괴한들이 병원까지 쫓아와 자길 찾아다니는 걸 알게 된 장수. 다행히 유도 관장 다운 유도 실력으로 잡혀가는 일은 없었지만 그제야 태진의 말이 사실이란 걸 깨달은 그는 결심을 굳혔는지 운동복을 입고 나섰다.

## 등장인물

### 주연
- 마동석 : 최장수 역 - 유도 관장. 본작의 주인공.
- 김영광 : 강태진 역 - 순경. 본작의 주인공.
- 이유영 : 홍현지 역 - 태진의 약혼녀. 본작의 여주인공.

### 조연
- 최귀화 : 김종식 경사 역

메모리 카드와 증거물을 꺼내 자수했다.
- 주진모 : 양중호 경감 역 - 실제 깡패보스. 본작의 만악의 근원이자 진 최종 보스이며 흑막.

강태진에 의해 얼음이 폭포처럼 쏟아지는 레버를 내려 무력화시키고 최장수에 의해 엎어치기로 제압당해 경찰들한테 체포되었다.
- 최유리 : 최도경 역 - 장수의 딸
- 허재호 : 천풍기 역 - 깡패보스. 본작의 페이크 최종 보스 / 중간 보스.

양 경감에 의해 배신했으나 부하들에 의해 연장으로 구타당했다.
- 고규필 : 봉구 역 - 유도장 관원
- 차래형 : 살살이 역

### 그 외
- 곽진석 : 풍기부하 1 역
- 정재헌 : 풍기부하 2 역
- 류성철 : 풍기부하 3 역
- 김아라 : 소영 역
- 이영석 : 집주인 역
- 배정화 : 도경 모 역
- 박봄 : 어린 도경 역
- 표진기 : 남자간호사 역
- 박병욱 : 황 교수 역
- 윤성민 : 항구도둑 역
- 김태엽 : 버스막말남 역
- 김지은 : 버스여고생 역
- 김동준 : 치안순경 역
- 이장원 : 민원인 역
- 김재록 : 흉부외과의사 역
- 김지은 : 빛간호사 역
- 황현희 : 중환자실간호사 역
- 차수린 : 간호사 1 역
- 길하라 : 간호사 2 역
- 한성천 : 형사 1 역
- 이태규 : 형사 2 역
- 한창현 : 중환자실의사 역
- 이대호 : 응급대원 1역
- 김영환 : 응급대원 2 역
- 차순형 : 응급실의사 1 역
- 김신광 : 응급실의사 2 역
- 옥일재 : 응급실의사 3 역
- 최대한 : 응급실인턴 1 역
- 최병구 : 응급실인턴 2 역
- 고은아 : 응급실간호사 1 역
- 안유주 : 응급실간호사 2 역
- 김진래 : 소리지르는 환자 역
- 손소영 : 생선가게손님 1 역
- 이효정 : 생선가게손님 2 역
- 김재희 : 자전거 꼬마 역
- 이명자 : 리어카할머니 역
- 최청자 : 길거리할머니 역
- 황복순 : 버스할머니 역
- 오운백 : 버스할아버지 역
- 김우형 : 웨이터 역
- 서정훈 : 경찰 1 역
- 윤정욱 : 경찰 2 역
- 최인철 : 경찰 3 역
- 김민영 : 외부의사 1 역
- 김선경 : 외부의사 2 역
- 박근수 : 외부의사 3 역
- 김선문 : 외부의사 4 역
- 서준호 : 병원행인 1 역
- 강승완 : 경호 역
- 이상홍 : 취객 역
- 김정수 : 어판장상인 역
- 장혜은 : 황교수 부인 역
- 이서진 : 유도장아이 1 역
- 진태건 : 유도장아이 2 역
- 김민석 : 유도장아이 3 역
- 남영선 : 태진 스탠딩 역

- 윤희원 : 이 반장 역 (특별출연)
- 예정화 : 미녀행인 역 (특별출연)

## 같이 보기
- 2018년 대한민국의 영화 목록